# Duck Game
Duck Game est un jeu vidéo d'action développé par Landon Podbielski et édité par Adult Swim Games. Le jeu est sorti sur la Ouya en 2014 et sur Microsoft Windows en 2015. Une version PlayStation 4 a été publiée en août 2017, et une version Nintendo Switch a été publiée en mai 2019. Une mise à jour majeure a été publiée en novembre 2020 sur PC, avec une prochaine version sur la Switch.

## Développement
Duck Game a été développé par Landon Podbielski, développeur de Vancouver. Le jeu est sorti sur la Ouya le 13 mai 2014. Au lancement, le jeu ne proposait qu'un mode multijoueur, mais en novembre 2014, des modes de jeu solo ont été ajoutés. Le jeu est sorti sur Microsoft Windows le 4 juin 2015. Lors de la PlayStation Experience de 2015, une adaptation sur PlayStation 4 du jeu a été annoncée, avec sa date de sortie le 23 août 2018. Le 1er mai 2019, il est sorti sur Nintendo Switch.

## Accueil
Duck Game a reçu des critiques généralement positives de la part des critiques. Le jeu a reçu un score moyen sur Metacritic de 82 % basé sur six critiques, ils citent le multijoueur comme le moteur de l'attrait du jeu. Les critiques ont également comparé le jeu à d'autres brawlers 2D à succès, y compris Super Smash Bros. Brawl, TowerFall et Samurai Gunn.